# Puig Roig
|  | Per a altres significats, vegeu «Puig Roig (desambiguació)». |

El Puig Roig, amb 1.002 metres d’altitud, és una muntanya situada a la Serra de Tramuntana de Mallorca. Destaca pel seu relleu abrupte, amb penya-segats i formes càrstiques, així com per la seva importància geològica com a exemple de klippe.

## Descripció
Una característica geològica clau del Puig Roig són els encavalcaments, formacions tectòniques que es produeixen quan grans blocs de roca es desplacen i s'apilen per efecte de les forces orogèniques. Aquestes estructures es generen al llarg de falles inverses amb superfícies de fractura gairebé horitzontals, habitualment associades a materials més tous i fàcilment desplaçables. En alguns casos, l'erosió fa que part d'aquestes roques desapareguin, deixant blocs aïllats coneguts com a illes tectòniques o klippen. El Puig Roig és un exemple notable d’aquesta configuració geològica, que comparteix característiques estratigràfiques i tectòniques amb el Puig Tomir, suggerint que ambdós formaven part d'un mateix encavalcament.
A nivell geològic, el Puig Roig es troba dins la unitat de George Sand - Sa Calobra, composta per sediments del Triàsic, Juràssic i Terciari, amb predomini de bretxes calcàries, dolomies i calcàries laminades. Aquestes formacions expliquen l'evolució tectònica i sedimentària complexa que ha donat forma al paisatge actual. La xarxa hidrogràfica de la zona, formada per torrents encaixats i de recorregut curt, contribueix a la singularitat del paisatge, activant-se especialment durant els períodes de pluges.

## Principals accessos
L'accés al Puig Roig està limitat, ja que el camí que hi condueix travessa diverses finques privades:
- Des de Lluc, passant per Albarca i Cosconar.
- Començant al punt quilomètric 17,9 de la carretera Lluc-Pollença (Ma-10).

Per obtenir una bona vista de l’estructura geològica del Puig Roig, es recomana visitar el Mirador d'Interès Geològic d'Escorca, situat també a la carretera Ma-10, en el punt quilomètric 26,350, des d'on es pot contemplar el seu relleu singular sense necessitat d'apropar-se.